# Shalghamī-ye Soflá
Shalghamī-ye Soflá (persiska: Shalghamī-ye Pā’īn, شلغمی سفلی) är en ort i Iran.   Den ligger i provinsen Khorasan, i den nordöstra delen av landet, 900 km öster om huvudstaden Teheran. Shalghamī-ye Soflá ligger 477 meter över havet och antalet invånare är 253.
Terrängen runt Shalghamī-ye Soflá är huvudsakligen kuperad, men åt nordväst är den platt. Runt Shalghamī-ye Soflá är det ganska glesbefolkat, med 35 invånare per kvadratkilometer. Närmaste större samhälle är Qarah Sangī, 2,1 km öster om Shalghamī-ye Soflá. Omgivningarna runt Shalghamī-ye Soflá är i huvudsak ett öppet busklandskap.